# Kamikochi
Kamikōchi (上高地, Altiplans superiors) és una alta vall remota dins les Muntanyes Hida a la Prefectura de Nagano, Japó.
Conté el Parc Nacional Chūbu-Sangaku.

## Geografia
La vall Kamikōchi fa uns 16 km de llargada. L'altitud mitjana de la vall va des dels 1.400 m als 1.600 m.
Kamikōchi es troba als Alps japonesos, al sud té el volcà actiu Mont Yake.
El Riu Azusa discorra per la vall i ompla el Llac Taishō format per l'erupció del Mont Yake el 1915.

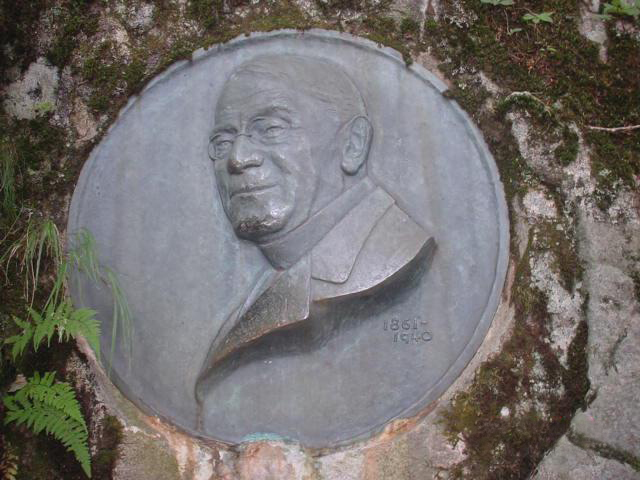
Placa commemorativa dedicada a Walter Weston